# Brun aspsopp
Brun aspsopp (Leccinum duriusculum) är en svampart som först beskrevs av Stephan Schulzer von Müggenburg 1874 som Boletus duriusculum. Den fördes till Leccinum av Rolf Singer 1947. Brun aspsopp ingår i släktet Leccinum och familjen Boletaceae.  Arten är reproducerande i Sverige. Inga underarter finns listade i Catalogue of Life.

## Källor

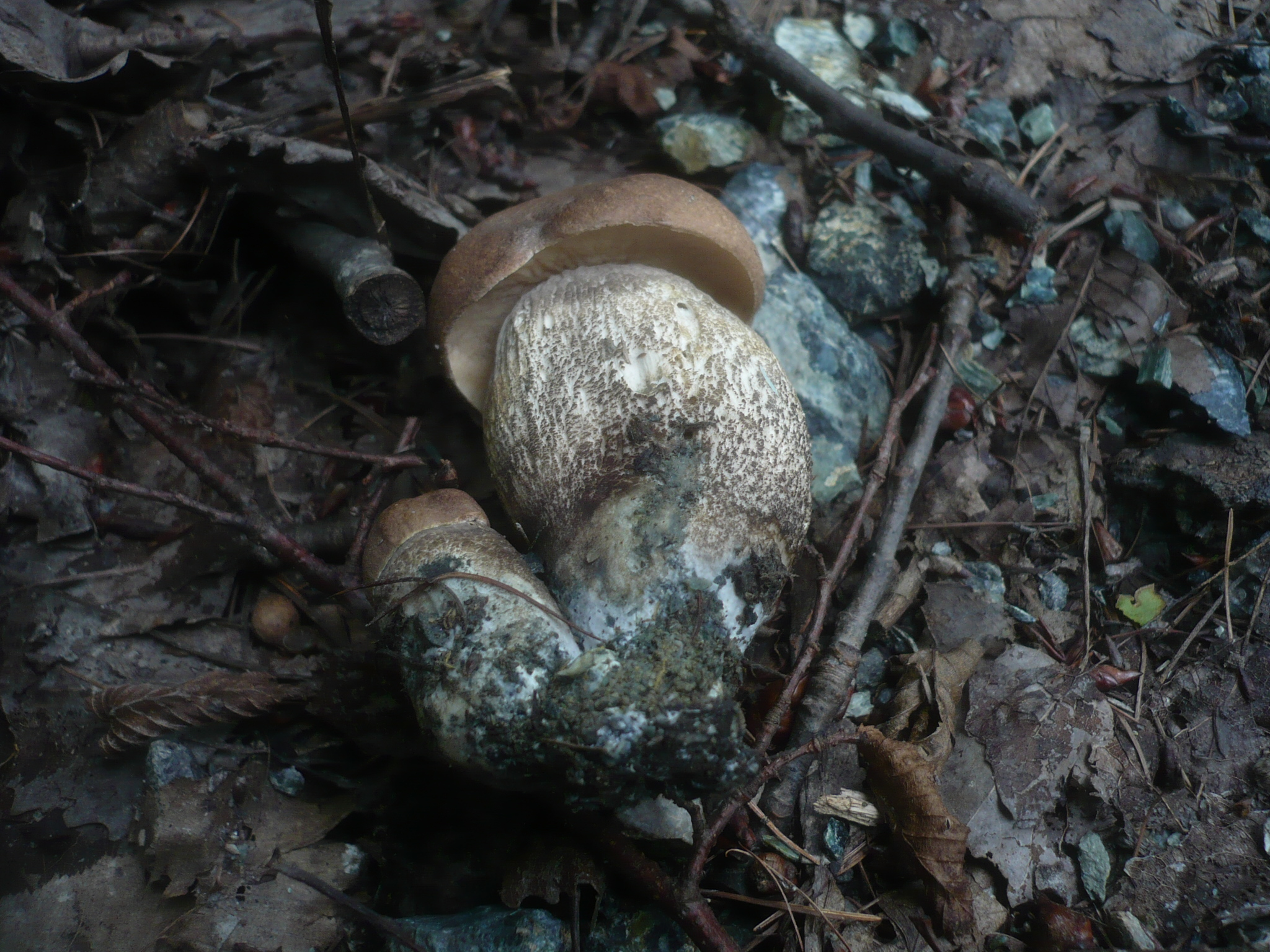
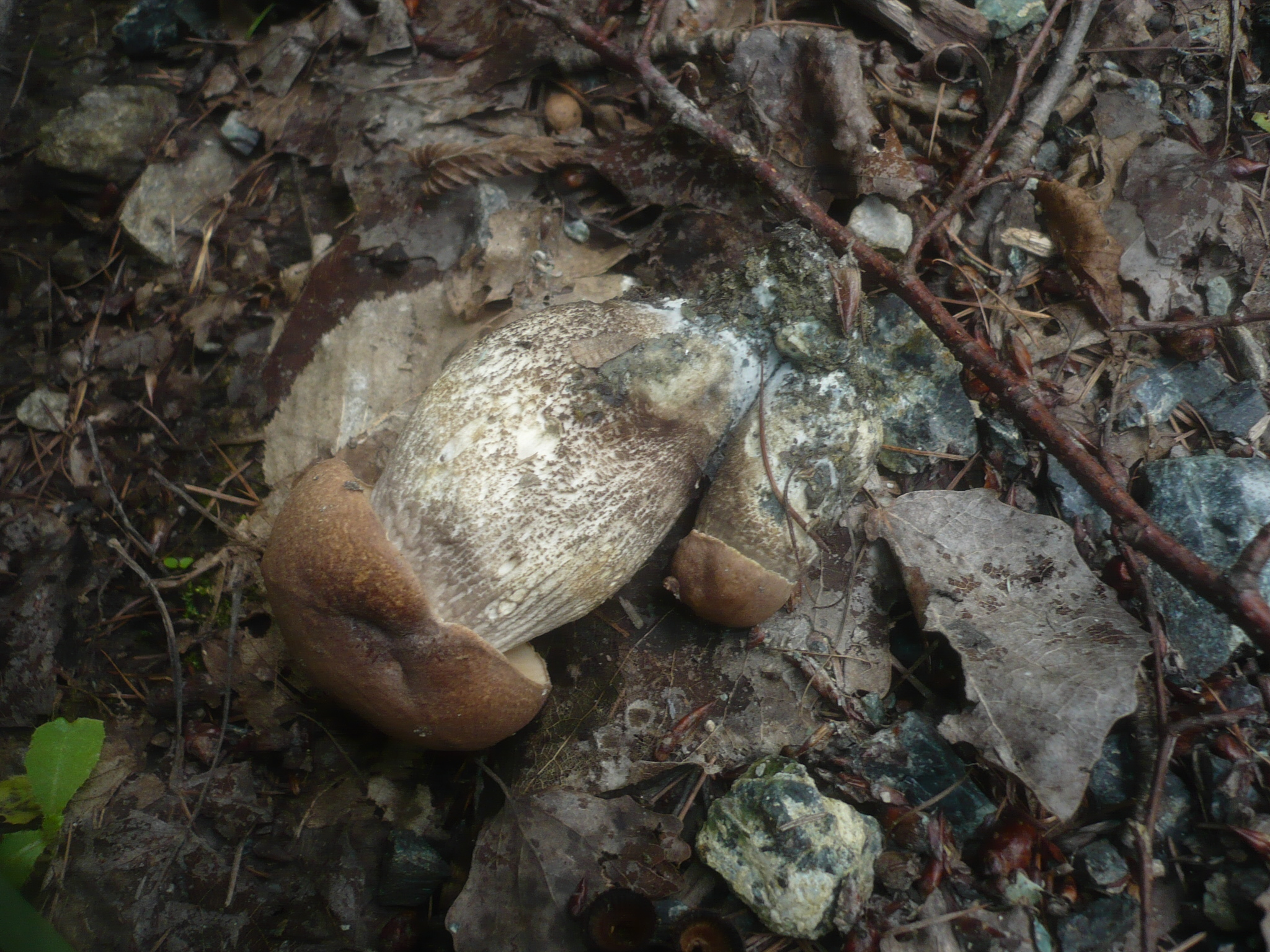
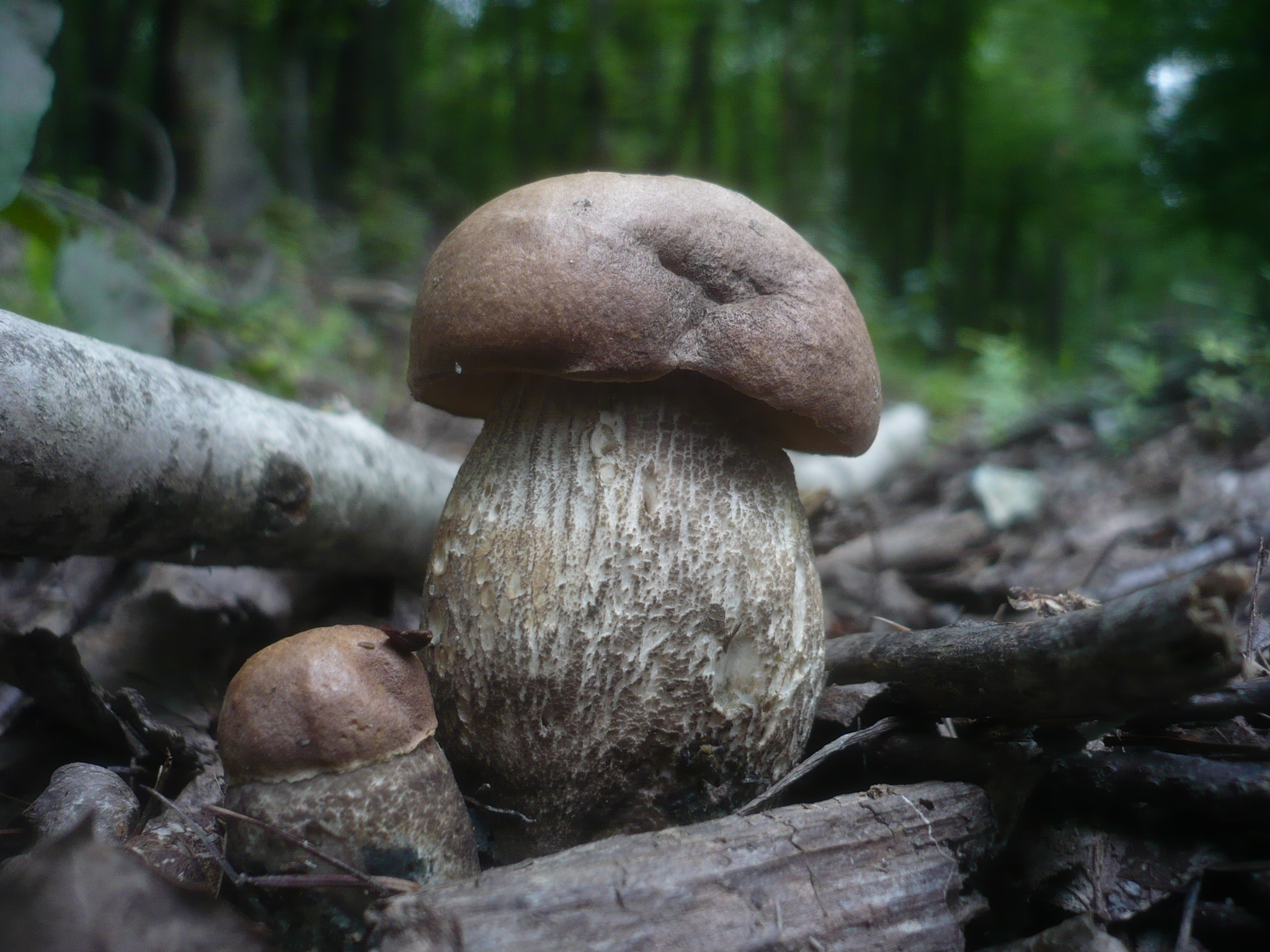